# MacOS Mojave
MacOS Mojave (versie 10.14) is de vijftiende editie van macOS, Apples client- en serverbesturingssysteem voor Macintosh-computers.
MacOS Mojave is de opvolger van macOS High Sierra en werd op 4 juni 2018 aangekondigd op de WWDC. MacOS Mojave kwam op 24 september 2018 beschikbaar als gratis download in de Mac App Store.
Versies van het besturingssysteem worden sinds OS X 10.9 vernoemd naar locaties in de Amerikaanse staat Californië. Mojave is vernoemd naar de Mojavewoestijn.

## Nieuwe en aangepaste functies
MacOS Mojave brengt een aantal iOS-applicaties naar de desktopomgeving, zoals Aandelen, Dictafoon en Woning. Nieuw is een verbeterde donkere modus waarmee het uiterlijk van vensters, knoppen en toepassingen een donker uiterlijk heeft gekregen. Het Dynamisch bureaublad stemt achtergronden af op het tijdstip van de dag, en met Stapels worden bestanden automatisch gesorteerd.
Verder is de Finder in macOS uitgebreid met extra functies en een kolom voor metagegevens, en kan met Snelle weergave afbeeldingen bewerkt worden. Ook is het mogelijk met een iPhone een foto te maken die direct op een Mac te bekijken is, en verwerkt kan worden in elke toepassing.

## Systeemvereisten
De volgende modellen zijn compatibel met macOS Mojave:
- iMac (eind 2012 of later)
- MacBook (begin 2015 of later)
- MacBook Air (medio 2012 of later)
- MacBook Pro (medio 2012 of later)
- Mac mini (eind 2012 of later)
- Mac Pro (medio 2010, medio 2012 en eind 2013)

Ondersteuning voor veel oudere Mac-computers is komen te vervallen vanwege de afhankelijkheid van de Metal-API, die alleen werkt met recente grafische processors.

## Versiegeschiedenis
| Versie  | Build   | Datum             | Opmerkingen |
| ------- | ------- | ----------------- | --- |
| 10.14   | 18A391  | 24 september 2018 | Eerste officiële versie |
| 10.14.1 | 18B75   | 30 oktober 2018   | Ondersteuning voor FaceTime-video- en audiogesprekken voor groepen, nieuwe emoticons.                                         |
| 10.14.2 | 18C54   | 5 december 2018   | Diverse verbeteringen aan RTT, Nieuws en iTunes.                                                                              |
| 10.14.3 | 18D42   | 22 januari 2019   | Verbeteringen in stabiliteit.                                                                                                 |
| 10.14.4 | 18E226  | 25 maart 2019     | Verbeteringen aan Apple News+, Safari, iTunes, AirPods en diverse onderdelen.                                                 |
| 10.14.5 | 18F132  | 13 mei 2019       | Voegt AirPlay 2-ondersteuning toe, en verhelpt diverse problemen met audiovertraging, Bluetooth-verbindingen en wachtwoorden. |
| 10.14.6 | 18G84   | 22 juli 2019      | Verbeteringen in Apple News+ en verhelpt diverse problemen.                                                                   |
| 10.14.6 | 18G6032 | 1 oktober 2020    | Diverse beveiligingsupdates                                                                                                   |
| 10.14.6 | 18G9323 | 21 juli 2021      | Beveiligingsupdates |